# حباك صغير
الحباك الصغير او نساج مقنع صغير (الاسم العلمي: Ploceus intermedius) نوع من الطيور الصغيرة من فصيلة الحباك، متوطن في أنغولا، بوتسوانا، جمهورية أفريقيا الوسطى، جمهورية الكونغو، جمهورية الكونغو الديمقراطية، جيبوتي، إثيوبيا، كينيا، مالاوي، موزمبيق، ناميبيا، رواندا، الصومال، جنوب أفريقيا، جنوب السودان، السودان، سوازيلاند، تنزانيا، أوغندا، زامبيا وزيمبابوي.